# Мородвис
Мородвис (некадашњи Морозвижд) је село у Северној Македонији, у саставу општине Зрновци.

## Географија
Мородвис је смештен у источном делу Северне Македоније, у близини Кочана, који су удаљени 10  на запад. Налази у долини реке Брегалнице, на месту где река улази у Кочанско поље, на јужној обали. Даље на југ од насеља, издиже се планина Плачковица. Надморска висина насеља је приближно 410 . 
Месна клима је блажи облик континенталне због утицаја Егејског мора (жарка лета).

## Становништво
Мородвис је према последњем попису из 2002. године имао 549 становника, у потпуности насељено Македонцима.
Већинска вероисповест месног становништва је православље.